# Jiří Adam
Jiří Adam (né le 12 octobre 1950 à Prague) est un pentathlonien et escrimeur tchécoslovaque. Il participe aux Jeux olympiques d'été de 1976 où il remporte une médaille d'argent.

## Palmarès

### Jeux olympiques
- Jeux olympiques de 1976 à Montréal,  Canada
  -  Médaille d'argent dans l'épreuve de pentathlon moderne par équipe[1].